# Рдейский заповедник
Рде́йский запове́дник — государственный природный заповедник в Новгородской области России.
Образован 25 мая 1994 года.

## География

Рдейский заповедник с прилегающими ООПТ

Рдейский заповедник находится на территории Поддорского и Холмского районов Новгородской области. Его общая площадь составляет 369,22 км² (охранная зона 48,44 км²).
Климат района умеренно континентальный, близкий к морскому. Среднегодовая температура воздуха +4,9 °C. Средняя продолжительность безморозного периода составляет 143 дня. Продолжительность вегетационного периода — 175 дней. Крупнейшие озера на территории заповедника — Чудское (Поддорский район), Домшинское (Холмский район) и Островисто (Холмский район).

## История и цели
Два заповедника Рдейский и Полистовский (в Псковской области) были организованы в 1994 году для сохранения и изучения массива сфагновых болот южной тайги — в Полисто-Ловатской системы верховых болот Валдайской возвышенности на водоразделе рек Полисть и Ловать. Целями создания Рдейского заповедника являются:
1. осуществление охраны природных территорий в целях сохранения биологического разнообразия и поддержания в естественном состоянии охраняемых природных комплексов и объектов;
2. организация и проведение научных исследований, включая ведение Летописи природы;
3. осуществление экологического мониторинга;
4. экологическое просвещение;
5. участие в государственной экологической экспертизе проектов и схем размещения хозяйственных и иных объектов;Река Тупиченка на территории заповедника

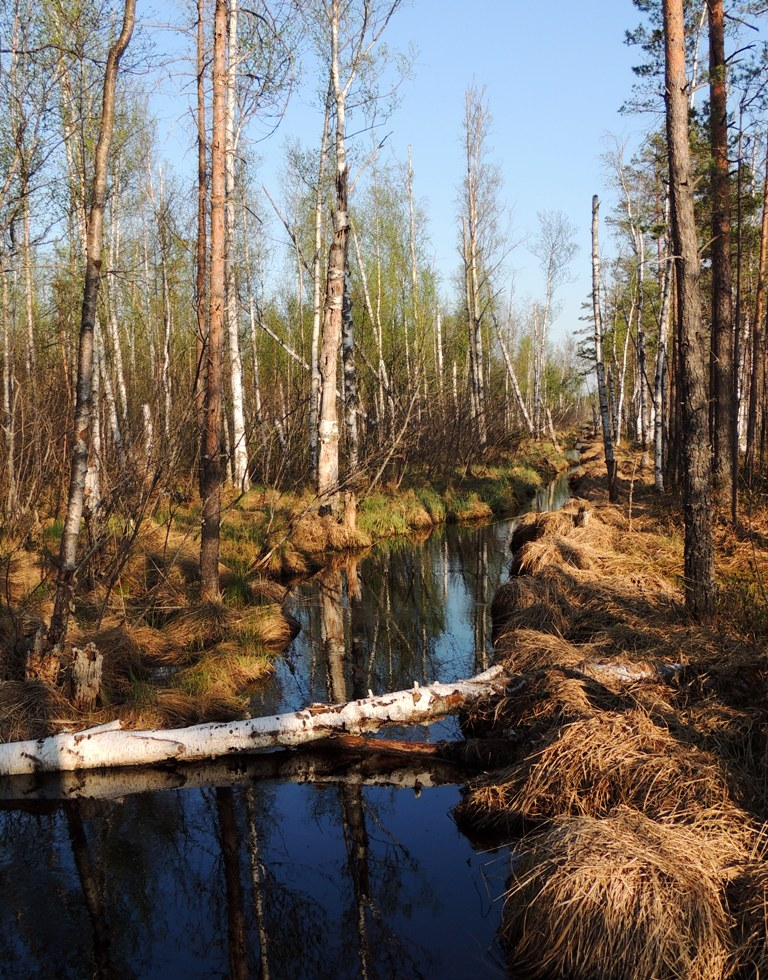
Река Тупиченка на территории заповедника

6. содействие в подготовке научных кадров и специалистов в области охраны окружающей природной среды;
7. апробирование и внедрение на территории биосферного полигона заповедника методов рационального природопользования, не разрушающих окружающую природную среду и не истощающих биологические ресурсы.

Ещё в 1973 году Полистово-Ловатская верховая болотная система была включена в список болот международного проекта проводимого в рамках ЮНЕСКО — «Тельма», как одна из уникальных болотных систем России. Полисто-Ловатская система верховых болот — одна из важных орнитологических территорий России, поэтому территория заповедника отнесена к болотам международного значения и включена в теневой список Рамсарской конвенции.
На прилегающих к территориям заповедника участках земли постановлением Администрации Новгородской области от 27 июля 1998 года N 302 "Об образовании охранной зоны Государственного природного заповедника «Рдейский» создана охранная зона площадью 4844 га и утверждено соответствующее Положение, которым установлен ограниченный режим природопользования на территории охранной зоны заповедника.

## Флора и фауна
На территории заповедника зарегистрировано 122 вида птиц, среди которых редкие виды, занесённые в Красную книгу: скопа, беркут, орлан-белохвост, черный аист, европейская чернозобая гагара. На его территории встречаются около 370 видов высших сосудистых растений. В фауне заповедника насчитывается 38 видов млекопитающих. К многочисленным видам принадлежат заяц-беляк, бобр, водяная и рыжая полёвки, бурозубка обыкновенная. Имеется 6 видов пресмыкающихся и земноводных, 9 видов рыб.